# Bakteryjna cętkowatość pomidora

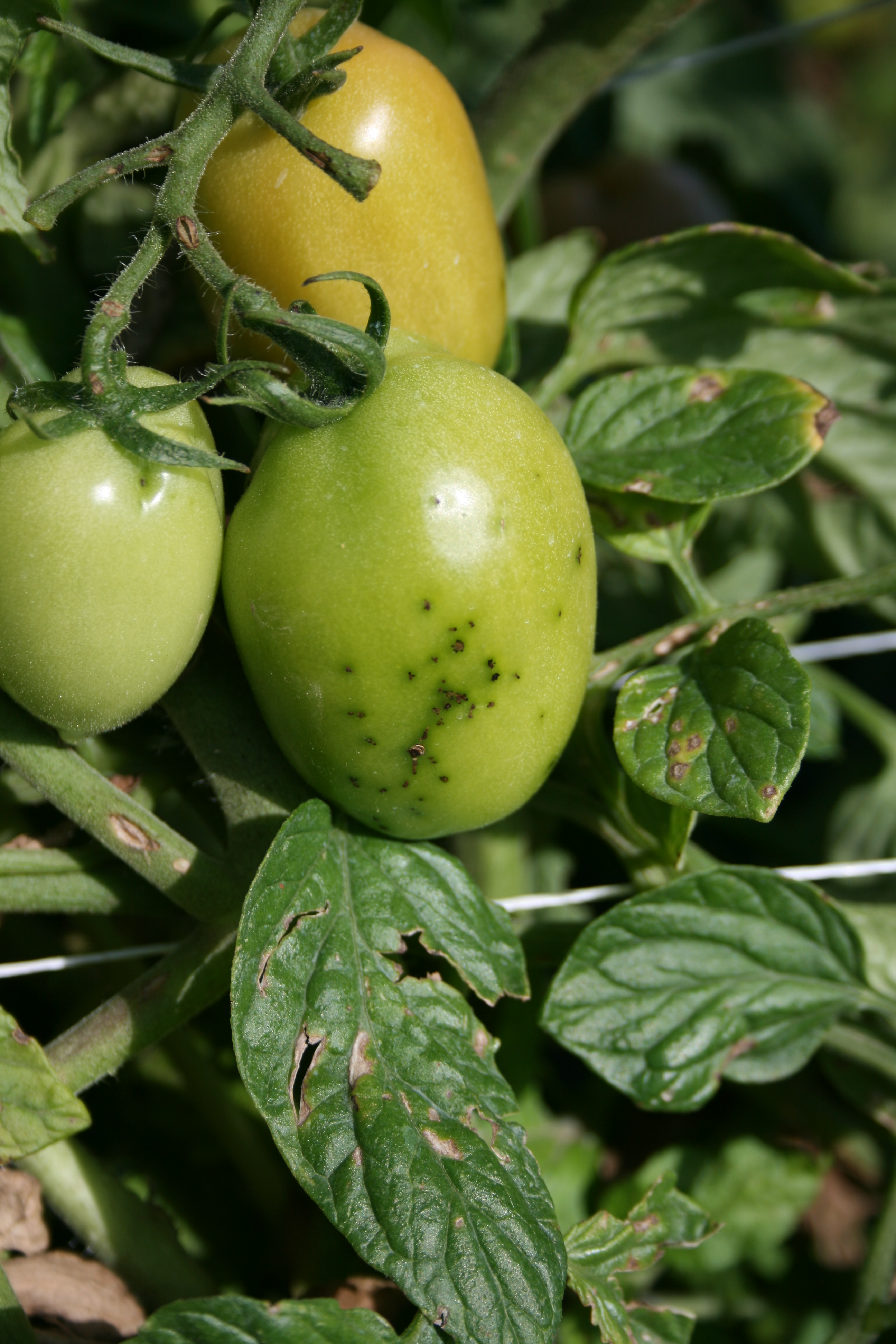
Objawy na owocach

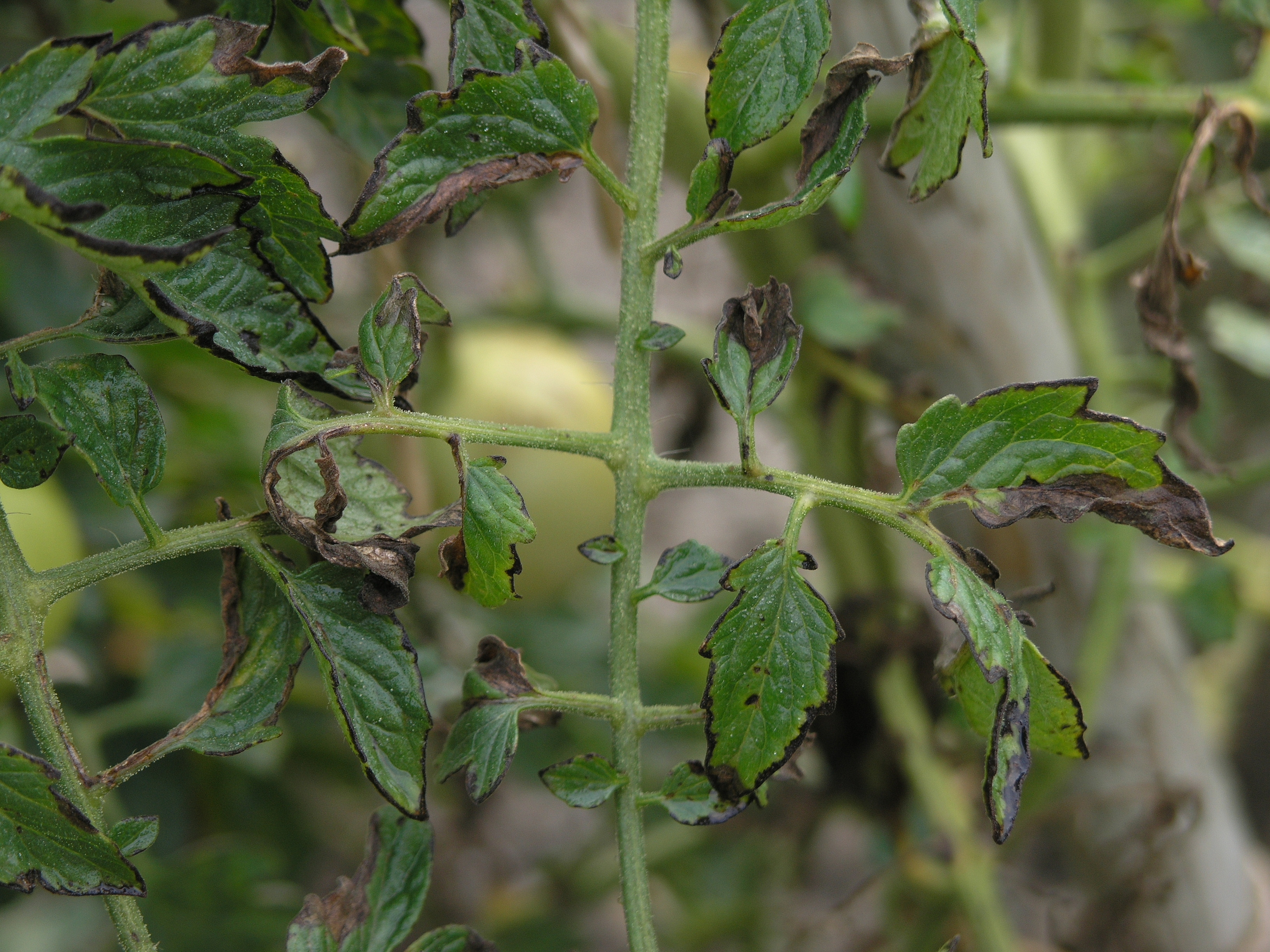
Objawy na liściach

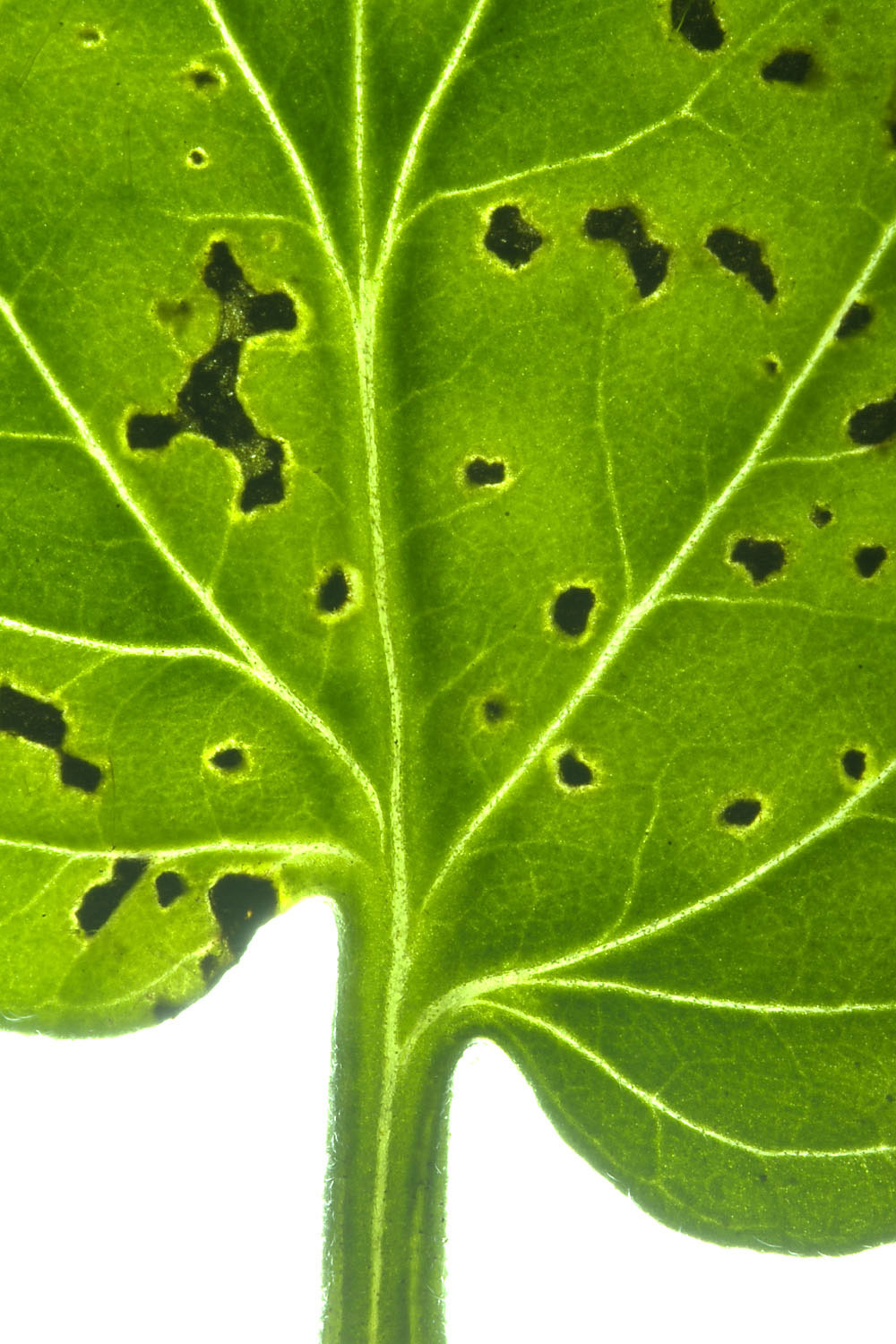
Plamy na liściach

Bakteryjna cętkowatość pomidora (ang. bacterial speck of tomato) – bakteryjna choroba pomidora wywołana przez Pseudomonas syringae pv. tomato.

## Objawy i szkodliwość
Bakteria wywołująca chorobę jest organizmem kwarantannowym. W Polsce choroba znana jest od połowy lat 70. XX wieku. Występuje co roku, ale jej intensywność zależy od warunków pogodowych. Powoduje utratę wartości handlowej owoców. Nie nadają się one ani do bezpośredniego spożycia, ani do przetwórstwa. W uprawie pod osłonami występuje dość rzadko.
Pierwsze objawy choroby pojawiają się na liściach. Są to nieregularne, niewielkie, wodniste, początkowo ciemnozielone, później ciemnobrązowe plamki z żółtawą obwódką. Plamy te często zlewają się tworząc duże nekrozy, zwłaszcza na brzegach liści. Przy wilgotnej pogodzie na dolnej stronie porażonych liści może pojawić się śluzowaty wyciek bakterii. Porażone liście zasychają. Podobne plamy pojawiają się również na pędach, ogonkach gron i szypułkach oraz na działkach kielicha. Na łodygach i ogonkach liściowych są wydłużone, często dość duże. Na pąkach kwiatowych tworzą się bardzo drobne, czarne plamki. Silnie porażone rośliny słabo zawiązują owoce, gdyż duża część kwiatów opada. Na zielonych owocach pojawiają się bardzo drobne, brunatne, cętkowane plamki o średnicy 1–2 mm. Są one lekko wzniesione, o brzegach ostro odgraniczonych od zdrowej tkanki.

## Epidemiologia
Najważniejszym źródłem infekcji są zakażone nasiona. Bakteria może w nich przetrwać do 20 lat. Na resztkach pożniwnych może przetrwać do 30 tygodni, w glebie ponad rok. Bakteria żyje w ryzosferze wielu gatunków roślin, wskutek czego gleba również odgrywa dużą rolę jako inokulum. Wśród jej żywicieli są tak pospolite rośliny jak jasnota różowa (Lamium amplexicaule), gwiazdnica pospolita (Stellaria media), rzodkiewnik pospolity (Arabidopsis thaliana), wiesiołek (Oenothera sp.), szarota (Gnaphalum sp.). To powoduje, że choroba może wystąpić także na tych polach, na których nigdy nie uprawiano pomidorów, a ich rozsada była wolna od bakterii.
Bakteria wnika do rośliny przez zranienia powstające podczas prac pielęgnacyjnych, wskutek żerowania owadów lub ocierania się roślin o siebie. Ale potrafi wniknąć także do zdrowych, nieuszkodzonych zawiązków owoców przez otwory pozostające po odpadniętych włoskach, zanim zostaną one zasklepione kutykulą. Bakterie roznoszone są wiatr, podczas prac pielęgnacyjnych i przez rozbryzgi deszczu. Choroba rozwija się przy temperaturze 13–24 °C i podczas wilgotnej pogody. Jest szczególnie groźna, gdy pojawi się już na rozsadniku. Przy dłużej utrzymującej się wilgotnej pogodzie choroba może przybrać postać epidemii.

## Ochrona
Rozsadę pomidora należy produkować tylko ze zdrowych nasion. Można je odkażać termicznie przez moczenie w gorącej wodzie o temperaturze 55 °C przez pół godziny, lub przez godzinę w wodzie o temperaturze 48–52 °C. Zaleca się unikanie prac pielęgnacyjnych podczas wilgotnej pogody. Ważne jest usuwanie po zbiorach resztek roślin z pola. Niszczy się je przez zakopanie w ziemi lub spalenie. Zaleca się dwuletni płodozmian. Niszczenie chwastów zasiedlanych przez Pseudomonas syringae zmniejsza inokulum tego patogenu.
Już podczas produkcji rozsady stosuje się opryskiwanie fungicydami miedziowymi i kontynuuje je dalej, po wysadzeniu rozsady na polu. Liczba opryskiwań zależy od pogody oraz od podatności danej odmiany na chorobę. W uprawie pod osłonami profilaktycznie i interwencyjnie opryskuje się rośliny biofungicydem na bazie ekstraktu z grejpfruta (Grevit 200 SL, 0,15%).